# 阔基耳蕨
阔基耳蕨（学名：Polystichum mehrae f. latifundus）为鳞毛蕨科耳蕨属印西耳蕨下的一个变型。

## 扩展阅读
- 維基物種上的相關：阔基耳蕨